# Syntrichia abranchesii
Syntrichia abranchesii là một loài rêu trong họ Pottiaceae. Loài này được (Luisier) Ochyra mô tả khoa học đầu tiên năm 1992.